# Teatro Kursaal Santalucia

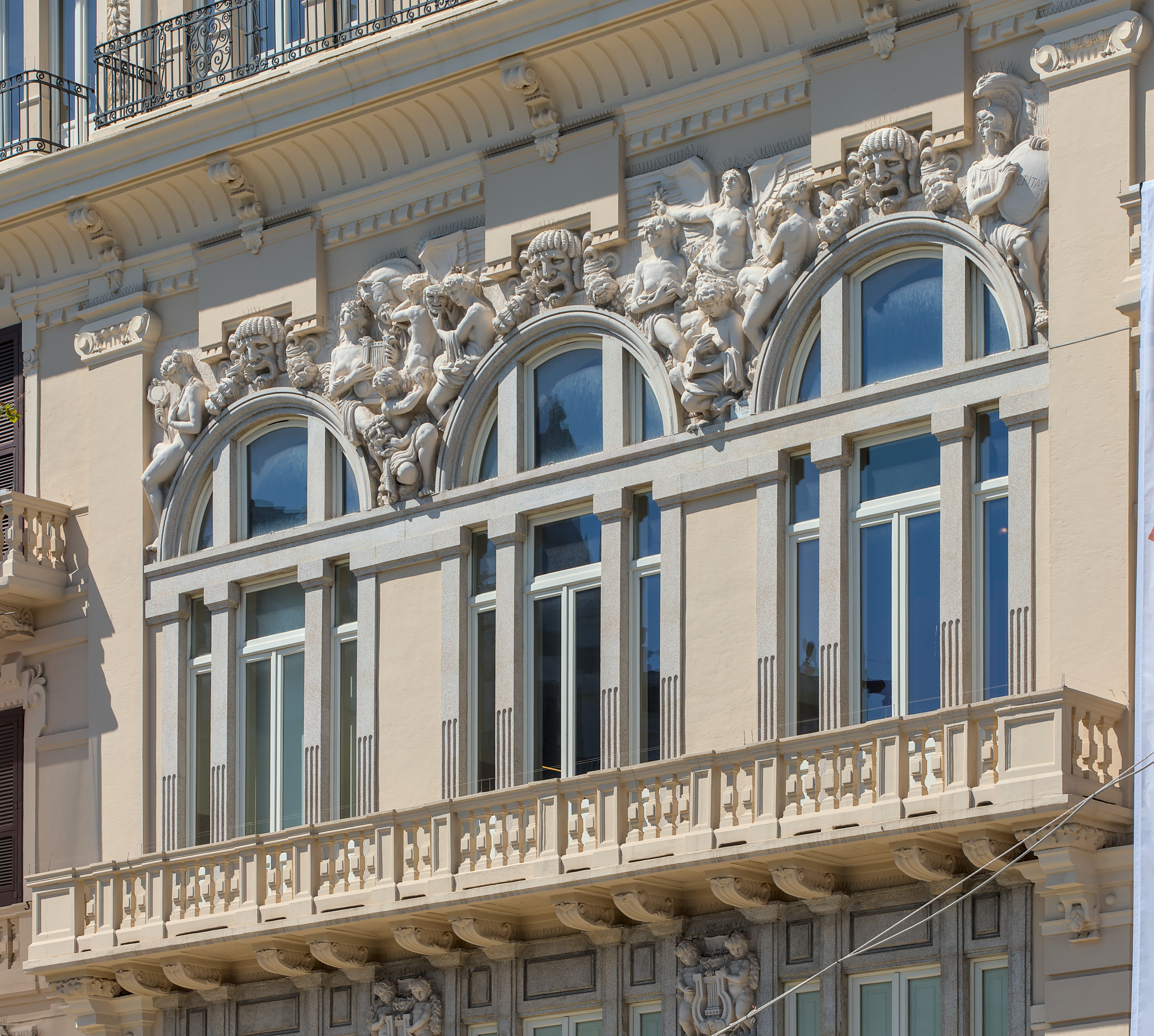

Il Kursaal Santalucia è un teatro nel centro di Bari, in Puglia.

## Storia

### La nascita e i primi anni
Il teatro Kursaal Santalucia fu progettato nel 1924 da Orazio Santalucia, su commissione della sua stessa famiglia, realizzato in stile tardo Liberty. La famiglia Santalucia, voleva far concorrenza agli altri teatri baresi ispirandosi alle kursaal del Nord Europa.
Nel 1936 il teatro fu affittato da un’associazione fascista che gli cambiò nome in Dopolavoro delle Forze Civili, trasformandolo da palcoscenico elitario in un passatempo per la piccola borghesia che assisteva per poche lire a spettacoli di attori dilettanti
Nel 1945 cambiò il suo nome in Cine Teatro Santalucia, continuando così con la doppia attività di cinema e teatro.
Nel 1950 assumerà definitivamente il nome di Kursaal Santalucia, dedicandosi principalmente alla proiezione di lungometraggi.
Nel 1955 grazie ad un grosso lavoro di ristrutturazione con conseguente ampliamento della sala da 700 a 1000 posti, il Kursaal tornò in parte a rivivere i fasti del passato, anche se nel corso del tempo perse sempre più importanza sino alla sua prima chiusura avvenuta alla fine degli anni '70.

### La ricostruzione
Nel 1981 venne acquistato all’asta, per 700 milioni di lire, dalla società Fabris s.a.s. di Tonio Buompastore, che nel 1985 avviò un considerevole restauro affidando i lavori all'archistar Paolo Portoghesi. Il Kursaal fu riaperto il 12 settembre 1991, poco prima dell’incendio del Teatro Petruzzelli. Per vent’anni godette di buona salute, vantando anche la direzione artistica di Gigi Proietti, fino al 2011, quando con un cambio normativo le scale antincendio risultarono non più conformi e condussero alla forzata chiusura del teatro. Questo gravò fortemente sui conti economici della società proprietaria che dopo una lunga battaglia legale portò alla chiusura del teatro avvenuta definitivamente nel 2012.

### La rinascita
Nel 2021, dopo 10 anni di chiusura e due anni di lavori per il restauro è stato riaperto al pubblico il 24 settembre in concomitanza della serata di avvio del Bari International Film Festival (Bif&st). Ad inaugurare il teatro e la manifestazione è stata la proiezione del documentario Ennio di Giuseppe Tornatore dedicato alla vita e alla carriera del compositore cinematografico Ennio Morricone.
Nel 2022 viene scelto come sede della cerimonia di premiazione della 74ª edizione del Prix Italia.
Il Kursaal Santalucia insieme al teatro Piccinni, al Margherita e al teatro Petruzzelli formano il Miglio dei teatri.